# Первомайський район (Ярославська область)
Первомайський район (рос. Первомайский район) — адміністративна одиниця Ярославської області Російської Федерації.
Адміністративний центр — Пречисте.

## Адміністративний поділ
До складу району входять одне міське та 2 сільських поселення:
1. міське поселення Пречисте (відповідає смт Пречисте)
2. Кукобойське сільське поселення (с. Кукобой)
  - Крутовський сільський округ
  - Кукобойський сільський округ
  - Новінковський сільський округ
  - Семеновський сільський округ (с. Семеновське)
  - Урицький сільський округ
3. Пречистенське сільське поселення (смт Пречисте)
  - Колкинський сільський округ
  - Пречистенський сільський округ
  - Козький сільський округ (с. Коза)
  - Ігнатцевський сільський округ
  - Нікологорський сільський округ (с. Ніколо-Гора)

## Люди
В районі народилися:
- Субботін Серафим Павлович — Герой Радянського Союзу.